# Rheinfluss
Rheinfluss (Eigenschreibweise RheinFluss, Untertitel Magazin für am Rhein Lebende: von den Quellen bis zur Einmündung in den Bodensee) war eine Zeitschrift, die in den Regionen des Alpenrheins vertrieben wurde. Das vierfarbige Printmedium erschien von Herbst 2008 bis März 2012 viermal jährlich mit einer Jahresauflage von 120'000 Exemplaren (30'000 pro Ausgabe).
Das Magazin hatte sein Einzugsgebiet in den Schweizer Kantonen Graubünden und St. Gallen sowie im Fürstentum Liechtenstein und im österreichischen Bundesland Vorarlberg.
Die Zeitschrift versuchte mit kulturellen, geschichtlichen und wirtschaftsbezogenen Artikeln, das grenzüberschreitende Denken zu fördern und eine regionale Identität zu stiften.

## Herausgeber
Rheinfluss wurde von der RheinFluss Magazin und Verlag AG, Linus Fetz, herausgegeben. Verlag und Redaktion hatten ihren Sitz in Trin.

## Inhalt
Rheinfluss wurde in deutscher Sprache aufgelegt mit einer Seite in Englisch. Das Magazin beschäftigte sich neben allgemeinen Themen in jeder Ausgabe mit Neuigkeiten und meist mit einem oder mehreren Themenschwerpunkten wie beispielsweise Energie, Natur, Bildung, Raumplanung, Soziales, Wirtschaft, Bildung oder Recycling, Kirche, Medienlandschaft. Diese Themen wurden mit der Geschichte, den Zusammenhängen und Entwicklung sowie der Identität der Länder Vorarlberg, Fürstentum Liechtenstein, Sankt Gallen und Graubünden vertieft.

## Zielgruppe
Zielgruppen des Rheinfluss waren an kulturellen, geschichtlichen und wirtschaftsbezogenen Themen interessierte Personen und Andere, vorwiegend aus den oben genannten Ländern.

## Redaktion
Die Redaktion des Rheinfluss Magazins wurde von Linus Fetz und anderen wahrgenommen, vor allem von Monika Degiacomi, Ginia Holdener und Sebastian Kirsch.

## Finanzierung
Das Magazin Rheinfluss wurde durch mitfinanzierte Artikel und auch Inserate finanziert.

## Aufbau
Rheinfluss war wie folgt gegliedert.
- Themenauftakt
- Kommentar zum Themenschwerpunkt, meist durch ein Regierungsmitglied der Schweiz (Bundesrat), der Kantone Graubünden oder St. Gallen, des Fürstentums Liechtenstein oder des Bundeslandes Vorarlberg.
- Grenzübergreifende News mit nachhaltigen Aspekten.
- Aktuelle Informationen über den Rhein
- Themenschwerpunkte
- Veranstaltungskalender (Events)
- Kulturseiten (Museen, Theater, Galerien)
- Musikseiten (Besprechung CD Neuerscheinungen)
- Ständige Rubriken wie Wirtschaft, Energie, Bildung
- Cartoon zum Themenschwerpunkt
- Rätselbilder